# 아칸어
아칸어(Akan)는 가나 남부에서 주로 쓰이는 언어로, 니제르콩고어족의 콰어군에 속한다. 가나의 최대 언어로서, 가나 인구의 약 80%가 아칸어를 모어나 제2언어로 구사할 줄 알며 그 중 절반 가량이 모어 화자이다. 인접한 코트디부아르 일부 지역에서도 사용된다.
여러 하위 방언이 있는데 그 중 서로 다른 표준 정서법을 가진 주요 방언으로 아샨티 방언, 아콰펨 방언, 판티 방언이 있다. 아산테와 아콰펨 방언은 종종 트위어라는 이름으로 묶기도 한다. 방언들은 서로 의사 소통이 가능하지만 정서법이 크게 달랐는데, 1978년에는 아칸 철자법 위원회가 주로 아콰펨 방언을 기반으로 하여 아칸어의 공통 표준 철자법을 개발하였다. 아콰펨 방언은 성경 번역에 처음 쓰였기 때문에 비교적 높은 위신을 가진 방언으로 여겨진다.
이 언어나 그 방언을 사용하는 민족을 아칸족이라고 하는데, 아샨티족, 아콰펨족, 판티족, 보노족, 와사족 등 여러 하위 집단이 있다.